# 大嶺 (伊利諾伊州)
大嶺（英語：Grand Ridge）是位於美國伊利諾伊州拉薩爾縣的一個村落。

## 地理
大嶺的座標為41°14′04″N 88°49′57″W / 41.23444°N 88.83250°W，而該地最高點為海拔高度194米（即636英尺）。

## 人口
根據2010年美國人口普查的數據，大嶺的面積為1.20平方千米，當中陸地面積為1.20平方千米，而水域面積為0.00平方千米。當地共有人口560人，而人口密度為每平方千米466人。